# Pericallis aurita
Pericallis aurita is een plantensoort uit de composietenfamilie (Compositae of Asteraceae)
die endemisch is op de Portugeese eilanden Madeira en Porto Santo. Ze groeit daar in de laurierbossen en op vochtige plaatsen op de rotsachtige hellingen in de bergen in het midden van Madeira op een hoogte van 700-1200 m. De soortaanduiding aurita komt van het Latijnse woord auritus (geoord) en verwijst naar de paarsgewijs voorkomende bladoortjes aan de stengels van de plant. De Portugeese naam van de plant is "erva de coelho". De plant werd voor het eerst beschreven in 1789 door Charles Louis L'Héritier de Brutelle als Cineraria aurita, op basis van planten die werden verzameld door Francis Masson op Madeira. In 1978 werd de soort door Rune Bertil Nordenstam heringedeeld in het geslacht Pericallis. 

## Beschrijving
Pericallis aurita is een 0,7 tot 1,5 m hoge, rechtopstaande vaste plant. De bladeren zijn gesteeld, hartvormig, iets hoekig en hebben een gekartelde bladrand. De onderzijde van het blad is witviltig behaard. Aan de basis van de stengels groeien paarsgewijs bladoortjes. De tuilachtige bloeiwijze bestaat uit 9 tot 50 bloemhoofdjes met een diameter van 2-2,5 cm. Elk hoofdje bestaat uit een krans van 5 tot 9 lichtpaarse straalbloemen en een hart van paarse buisbloemen. De omwindselblaadjes zijn over het algemeen kaal. De bloeitijd is van mei tot juli. De vrucht is een nootje met vruchtpluis.

## Afbeeldingen

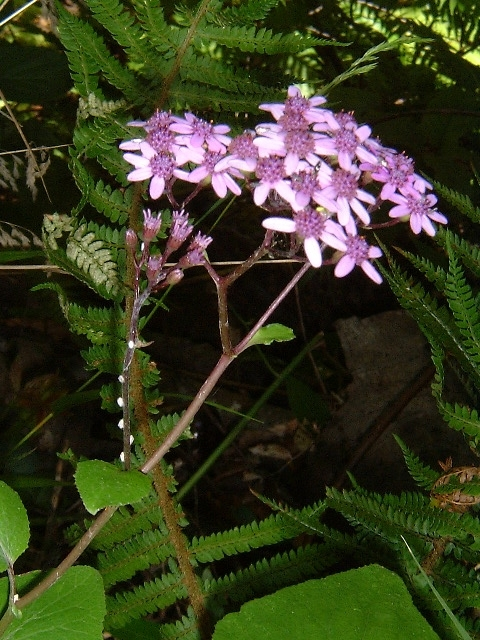
Bloemstengel met bloemen